# Fabián Estay
Fabián Raphael Estay Silva (Santiago, 5 de outubro de 1968), ou simplesmente Fabián Estay, é um ex-futebolista chileno que atuava como meia. Marcado pela habilidade e pelos seus longos cabelos.

## Carreira
Estay começou a sua carreira em 1987, na Universidad Católica. As suas atuações levaram o clube suíço St. Gallen a contratá-lo, em 1991. Retornou a Chile em 1993, para defender a Universidad.
Jogaria ainda por Olympiakos e Colo-Colo até 1996, quando Estay foi contratado pelo Toluca, iniciando uma carreira de nove anos no futebol mexicano, onde atuaria também por América, Atlante, Santos Laguna e Acapulco antes de retornar ao Toluca, em 2004.
Deixou o México em 2005, seguindo direto ao futebol colombiano, onde jogaria uma temporada pelo América de Cali. Estay retornaria ao Chile em 2006 para encerrar sua carreira, no Palestino.

## Seleção
Pela Seleção Chilena, Estay jogou de 1990 a 2001. Sua estreia foi contra o Brasil, e atuou em quatro Copas América e na Copa de 1998. Despediu-se da Seleção em um jogo contra o Uruguai.